# Tebbie nou op je muil?!
Tebbie nou op je muil?! is een lied van de Nederlandse cabaretier Richard Groenendijk als zijn typetje Jopie Parlevliet. Het werd in 2020 als single uitgebracht.

## Achtergrond
Tebbie nou op je muil?! is geschreven door Daniele Pace, Franco Bracardi en Gianni Boncompagni en geproduceerd door Peter Groenendijk en Bert Smorenburg. Het is een carnavalskraker die werd uitgebracht op 11 november, het begin van het carnavalsseizoen. Het nummer is een bewerking van het lied A far l'amore comincia tu van Raffaella Carrà uit 1977. Het lied behandelt op een komische wijze de maatregelen die golden tijdens de coronapandemie. De zanger vertelde dat hij met het lied wat meer vrolijkheid in een vooral negatieve tijd wilde brengen. Het lied was bedoeld als titelsong van een gelijknamige theatershow van de cabaretier, maar toen het online viraal ging, werd het als single uitgebracht. 
Voor de videoclip werd een oproep gedaan om video's in te sturen waarop men met een mondmasker te zien was. Hierop gaven meerdere onbekende en bekende Nederlanders gehoor, waaronder Sander Lantinga, Irene Moors, Renze Klamer en Paul de Leeuw. Ook werden er filmpjes ingestuurd van mensen uit de zorg. Hierover vertelde Groenendijk dat hij van tevoren bang was hoe de zorgmedewerkers op het lied zouden reageren, maar dat hij veel reacties van de zorgmedewerkers kreeg dat het lied zorgde voor een beetje luchtigheid en iets om over te lachen. 
Het eerste woord in de titel is een woordspeling op de samenvoeging van Wat heb je en het woord Tebbie, wat de naam van de hond van Jopie Parleviet is.

## Hitnoteringen
Groenendijk had weinig succes met het lied in de hitlijsten van Nederland. Het had geen notering in de Single Top 100 en ook de Top 40 werd niet bereikt; het lied bleef steken op de derde plaats van de Tipparade.